# Superliga de Albania 2020-21
La Superliga de Albania 2020-21 (oficialmente y en albanés: Kategoria Superiore 2020-21) fue la 82a edición de la máxima categoría de fútbol de Albania. Fue organizada por la Federación Albanesa de Fútbol y se disputó por 10 equipos. Comenzó el 4 de noviembre de 2020 y finalizó el 16 de mayo de 2021.
A partir de agosto, todos los clubes decidieron boicotear la competencia hasta que el gobierno cumpliera con sus demandas. Después de 2 meses, los clubes terminaron el boicoteo y la liga comenzó el 4-11.
Tirana es campeón defensor.

## Ascensos y descensos
Dos clubes ascendieron de la Kategoria e Parë, el Kastrioti como campeón del Grupo A  y el Apolonia como campeón del Grupo B. Flamurtari y Luftëtari descendieron de la Superliga de Albania.
| Pos. | Descendidos de Superliga de Albania 2019-20 |
| ---- | ------------------------------------------- |
| 9.º  | Flamurtari                                  |
| 10.º | Luftëtari                                   |

| Pos. | Ascendidos de Kategoria e Parë 2019-20 |
| ---- | -------------------------------------- |
| 1.º  | Kastrioti (Grupo A)                    |
| 1.º  | Apolonia Fier (Grupo B)                |

## Formato
Los diez equipos participantes jugarán entre sí todos contra todos cuatro veces totalizando 36 partidos cada uno, al término de la fecha 36 el primer clasificado obtendrá un cupo para la Primera ronda de la Liga de Campeones 2021-22, mientras que el segundo y tercer clasificado obtendrán un cupo para la Primera ronda de la Liga Europa Conferencia 2021-22. Por otro lado los dos últimos clasificados descenderán a la Kategoria e Parë 2021-22, mientras que el octavo clasificado jugará el Play-off de relegación contra el tercer clasificado de la Kategoria e Parë 2020-21 para determinar cual de los dos jugará en la Superliga 2021-22.
Un tercer cupo para la Primera ronda de la Liga Europa Conferencia 2021-22 será asignado al campeón de la Copa de Albania.

## Equipos participantes

### Información de los clubes
| Equipo     | Ciudad  | Estadio                 | Capacidad |
| ---------- | ------- | ----------------------- | --------- |
| Apolonia   | Fier    | Estadio Loni Papuçiu    | 6.800     |
| Bylis      | Ballsh  | Adush Muça Stadium      | 5.200     |
| Kastrioti  | Krujë   | Estadio Kamëz           | 5.500     |
| Kukësi     | Kukës   | Elbasan Arena           | 12.800    |
| Laçi       | Laç     | Laçi Stadium            | 5.300     |
| Partizani  | Tirana  | Selman Stërmasi Stadium | 9.500     |
| Skënderbeu | Korçë   | Skënderbeu Stadium      | 12.343    |
| Teuta      | Durrës  | Niko Dovana Stadium     | 12.040    |
| Tirana     | Tirana  | Selman Stërmasi Stadium | 9.500     |
| Vllaznia   | Shkodër | Loro Boriçi Stadium     | 16.000    |

### Equipos por condado
| \| Condado \| N.º \| Equipos \| \| ------- \| --- \| ------------------------ \| \| Durrës \| 2 \| Kastrioti y Teuta Durrës \| \| Fier \| 2 \| Apolonia y Bylis \| \| Tirana \| 2 \| Partizan y Tirana \| \| Korçë \| 1 \| Skënderbeu Korçë \| \| Kukës \| 1 \| Kukësi \| \| Lezhë \| 1 \| Laçi \| \| Shkodër \| 1 \| Vllaznia \| |     |                          |
| Condado | N.º | Equipos                  |
| Durrës | 2   | Kastrioti y Teuta Durrës |
| Fier | 2   | Apolonia y Bylis         |
| Tirana | 2   | Partizan y Tirana        |
| Korçë | 1   | Skënderbeu Korçë         |
| Kukës | 1   | Kukësi                   |
| Lezhë | 1   | Laçi                     |
| Shkodër | 1   | Vllaznia                 |

## Clasificación
|                                                        | Equipo     | J  | G  | E  | P  | GF | GC | DG  | Puntos |
| ------------------------------------------------------ | ---------- | -- | -- | -- | -- | -- | -- | --- | ------ |
| 1                                                      | Teuta      | 35 | 16 | 15 | 4  | 36 | 15 | 21  | 63     |
| 2                                                      | Vllaznia   | 35 | 18 | 9  | 8  | 42 | 22 | 20  | 63     |
| 3                                                      | Partizani  | 35 | 16 | 14 | 5  | 49 | 21 | 28  | 62     |
| 4                                                      | Laçi       | 35 | 16 | 13 | 6  | 41 | 24 | 17  | 61     |
| 5                                                      | Tirana     | 35 | 14 | 13 | 8  | 38 | 25 | 13  | 55     |
| 6                                                      | Kukësi     | 35 | 13 | 6  | 16 | 46 | 46 | 0   | 45     |
| 7                                                      | Skënderbeu | 35 | 9  | 10 | 16 | 33 | 52 | -19 | 37     |
| 8                                                      | Kastrioti  | 35 | 7  | 11 | 17 | 24 | 43 | -19 | 32     |
| 9                                                      | Bylis      | 35 | 7  | 10 | 18 | 26 | 47 | -21 | 31     |
| 10                                                     | Apolonia   | 35 | 4  | 9  | 22 | 21 | 61 | -40 | 21     |
| Fuente: Superliga de Albania; actualización automática |            |    |    |    |    |    |    |     |        |

## Resultados
| Local \ Visitante | APO | BYL | KAS | KUK | LAC | PAR | SKE | TEU | TIR | VLL |
| ----------------- | --- | --- | --- | --- | --- | --- | --- | --- | --- | --- |
| Apolonia          | —   | 2–2 | 2–1 | 1–3 | 1–0 | 0–3 | 1–0 | 0–1 | 0–1 | 0–1 |
| Bylis             | 3–1 | —   | 2–1 | 0–3 | 1–1 | 1–2 | 0–2 | 0–0 | 0–0 | 0–1 |
| Kastrioti         | 1–1 | 1–0 | —   | 1–0 | 1–0 | 2–1 | 2–2 | 0–1 | 1–1 | 0–3 |
| Kukësi            | 1–0 | 2–1 | 0–1 | —   | 1–0 | 0–2 | 3–1 | 0–3 | 0–0 | 0–1 |
| Laçi              | 6–1 | 2–0 | 1–1 | 3–2 | —   | 3–2 | 1–1 | 1–0 | 0–1 | 1–0 |
| Partizani         | 1–1 | 0–0 | 2–0 | 4–1 | 0–0 | —   | 4–0 | 0–0 | 1–0 | 0–0 |
| Skënderbeu        | 1–1 | 4–3 | 1–2 | 0–4 | 1–1 | 1–2 | —   | 1–3 | 1–1 | 0–2 |
| Teuta             | 1–0 | 2–0 | 1–1 | 0–0 | 1–1 | 1–1 | 1–1 | —   | 1–1 | 0–0 |
| Tirana            | 3–0 | 0–0 | 2–1 | 2–0 | 0–1 | 0–0 | 2–0 | 0–1 | —   | 1–1 |
| Vllaznia          | 2–0 | 1–0 | 0–0 | 2–4 | 1–2 | 1–0 | 5–1 | 1–0 | 3–2 | —   |

| Local \ Visitante | APO | BYL | KAS | KUK | LAC | PAR | SKE | TEU | TIR | VLL |
| ----------------- | --- | --- | --- | --- | --- | --- | --- | --- | --- | --- |
| Apolonia          | —   | 0–1 | 2–1 | 0–3 | 0–1 | 1–1 | 1–2 | 0–2 | 1–1 | 0–6 |
| Bylis             | 1–0 | —   | 1–1 | 2–1 | 0–1 | 2–4 | 1–0 | 1–1 | 0–0 | 0–1 |
| Kastrioti         | 0–0 | 1–1 | —   | 0–3 | 0–0 | 0–3 | 0–2 | 1–2 | 1–2 | 0–1 |
| Kukësi            | 1–1 | 2–1 |     | —   | 1–2 | 1–2 | 0–1 | 0–2 | 2–2 | 3–1 |
| Laçi              | 1–1 | 2–1 | 1–0 | 2–0 | —   | 2–2 | 0–0 | 0–0 | 1–2 | 0–0 |
| Partizani         | 1–0 | 3–0 | 3–1 | 4–0 | 1–1 | —   | 0–1 | 0–0 | 0–0 | 0–1 |
| Skënderbeu        | 2–0 | 2–1 | 0–1 | 2–1 | 0–2 | 1–1 | —   | 0–1 | 0–0 | 1–1 |
| Teuta             | 6–1 | 4–0 | 0–0 | 2–2 | 1–0 | 0–1 | 2–0 | —   | 0–2 | 1–0 |
| Tirana            | 5–2 | 2–0 | 1–0 | 0–2 | 0–1 | 1–2 | 3–1 | 0–1 | —   | 1–0 |
| Vllaznia          | 1–0 | 1–2 | 1–0 | 0–0 | 2–0 | 0–0 | 2–1 | 1–1 | 1–2 | —   |